# Raymondia hardyi
Raymondia hardyi är en tvåvingeart som beskrevs av Konrad Fiedler 1954. Raymondia hardyi ingår i släktet Raymondia och familjen lusflugor. Inga underarter finns listade i Catalogue of Life.